# Павич (яйце Фаберже)
Великоднє яйце «Павич» — ювелірний виріб фірми Карла Фаберже, виготовлений на замовлення російського імператора Миколи II у 1908 році як традиційний великодній подарунок для матері імператора Марії Федорівни.

## Дизайн
На розкішній підставці в стилі рококо із позолоченого срібла розмішене прозоре яйце, його дві половинки вирізьблені з гірського кришталю і вмонтовані в оправу із застібкою. На обох половинках є гравіювання: на одній зображена імператорська монограма Марії Федорівни, на другій — дата «1908». Всередині яйця на гравірованому золотому дереві, поміж гілок, вкритих квітами із дорогоцінного каміння і емалі, сидить золотий павич, розфарбований кольоровими емалями. 

### Механічний павич
Сюрприз яйця — механічний павич — може зніматися з гілок. Після заведення і розміщення на плоскій поверхні, він починає гордо ходити, повертати голову і час від часу розпускати хвіст. 
Над створенням механічного павича і його прототипів працював майстер фірми Фаберже Дорофєєв, імовірно впродовж трьох років.

### Джерело натхнення
Великоднє яйце «Павич» було створене майстрами фірми Фаберже по мотивам знаменитого годинника XVIII ст. «Павич», який був виготовлений майстром Джеймсом Коксом на замовлення Григорія Потьомкіна для імператриці Катерині II. В композицію цього годинника, що має розміри з невелику кімнату, входять фігури павича, півня і сови з механізмами, які приводять їх в рух. Спочатку годинник «Павич» розміщувався в Зимовому палаці, а потім був перенесений до Ермітажу, де експонується досі.

## Власники
Імператор Микола II подарував яйце «Павич» своїй матері Марії Федорівні на Великдень 26 квітня 1908 року.
Після революції, разом з іншими скарбами імператорської родини, воно було конфісковане більшовиками. У 1927 році яйце «Павич» в числі дев'яти імператорських яєць, ьуло продане через фірму «Антикваріат» Емануїлу Сноумену із лондонської галереї «Вартскі» (англ. Wartski). У 1935 році його придбав пан Херст. 
У 1949 році яйце придбав швейцарський магнат Моріс Сандоз. У 1995 році колекція покійного Моріса Сандоза перейшла до Фонду Едуарда і Моріса Сандозів (Лозанна).
Фонду Едуарда і Моріса Сандозів належать також:
- «Лебідь» (1906), імператорське великоднє яйце з сюрпризом — механічним павичем;
- «Яйце-годинник Юсупова» (1907), виготовлене на замовлення князя Юсупова.

## Реставрація
У 2008 році механічний павич був реставрований майстром Мішелем Парміджані з компанії Parmigiani Fleurier. Завдяки реставрації внутрішній механізм знову працює гармонійно. Ретушування емалі повернуло їй колишній блиск.